# Cenangiopsis
Cenangiopsis is een geslacht van schimmels behorend tot de familie Cenangiaceae. De typesoort is Cenangiopsis quercicola.

## Soorten
Volgens Index Fungorum telt het geslacht tien soorten (peildatum maart 2023):
| Soortnaam                                   | Auteur(s)                                    | Publicatiejaar |
| ------------------------------------------- | -------------------------------------------- | -------------- |
| Cenangiopsis alpestris                      | (Baral & B. Peric) Baral, B. Peric & Pa¨rtel | 2019           |
| Cenangiopsis andreae                        | B. Peric                                     | 2019           |
| Cenangiopsis desae                          | B. Peric                                     | 2020           |
| Cenangiopsis junipericola                   | B. Peric                                     | 2016           |
| Cenangiopsis livida                         | B. Peric                                     | 2019           |
| Cenangiopsis qinghaiensis                   | F. Ren & W.Y. Zhuang                         | 2016           |
| Cenangiopsis quercicola (Eikenbastsplijter) | (Romell) Rehm                                | 1912           |
| Cenangiopsis raghavanii                     | B. Peric                                     | 2016           |
| Cenangiopsis rosae                          | B. Peric                                     | 2020           |
| Cenangiopsis violascens                     | B. Peric                                     | 2019           |